# Chaleur rouge
Pour plus de détails, voir Fiche technique et Distribution.
Chaleur rouge (Red Heat) est un film américain réalisé par Robert Collector, sorti en 1985. Linda Blair et Sylvia Kristel sont à l'affiche de ce film dont la musique est signée Tangerine Dream. 

## Synopsis
Christine (Linda Blair), une jeune Américaine qui passe ses vacances en Allemagne, désire retourner en Amérique pour se marier avec son fiancé Mike (William Ostrander). Après une dispute avec celui-ci qui refuse de partir, elle le quitte et assiste à l'enlèvement d'une jeune femme. Elle est alors kidnappée à son tour et se retrouve emprisonnée par le KGB. Incarcérée à Berlin-Est, elle découvre avec horreur l'enfer et la corruption de l'univers carcéral.

## Fiche technique
- Titre : Chaleur rouge
- Titre original : Red Heat
- Réalisation : Robert Collector
- Scénario : Robert Collector et Gary Drucker
- Photographie : Wolfgang Dickmann
- Musique : Tangerine Dream
- Production : Paul Hellerman, Monica Teuber et Ernst R. von Theumer
- Pays d'origine :  États-Unis
- Format : Couleurs - 1,85:1 - Stéréo
- Genre : thriller
- Durée : 104 minutes
- Date de sortie : 1985
- Classification :
  - France : interdit aux moins de 12 ans[1]
  - Royaume-Uni : interdit aux moins de 18 ans[2]

## Distribution
- Linda Blair (VF : Maïk Darah) : Christine Carlson
- Sylvia Kristel (VF : Béatrice Delfe) : Sofia
- Sue Kiel (VF : Sylvie Feit) : Hedda
- William Ostrander : Mike
- Elisabeth Volkmann : Einbeck

 Source et légende : version française (VF) sur RS Doublage